# Нус (Долина Аосте)
Нус (итал. Nus) је насеље у Италији у округу Долина Аосте, региону Долина Аосте.
Према процени из 2011. у насељу је живело 1826 становника. Насеље се налази на надморској висини од 541 м.

## Становништво
Према резултатима пописа становништва 2011. у општини је живело 2.943 становника.
| 1931. | 1936. | 1951. | 1961. | 1971. | 1981. | 1991. | 2001. | 2011. |
| ----- | ----- | ----- | ----- | ----- | ----- | ----- | ----- | ----- |
| 1.804 | 1.708 | 1.841 | 2.077 | 2.033 | 2.056 | 2.259 | 2.577 | 2.943 |